# Odznaka „Zasłużony dla Wynalazczości i Racjonalizacji”
Odznaka „Zasłużony dla Wynalazczości i Racjonalizacji” – polskie odznaczenie resortowe ustanowione 2 marca 1979 i nadawane przez Prezesa Rady Ministrów jako zaszczytne, honorowe wyróżnienie nadawane osobom fizycznym za ich szczególne zasługi w dziedzinie wynalazczości i racjonalizacji, przy uwzględnieniu dorobku i działalności w pracy zawodowej oraz postawy społecznej. 
Odznaka była jednostopniowa i noszona na prawej piersi. Miała kształt złoconej sześciopromiennej gwiazdy o średnicy 35 mm, z głową górnika Pstrowskiego na okrągłym i złoconym polu w centrum odznaki. Gwiazda była mocowana do prostokątnej metalowej klamry, emaliowanej na czerwono i ze złoconym obramowaniem. 
Odznaka została wycofana 26 stycznia 1996 wraz z odznakami „Racjonalizator Produkcji” i „Zasłużony Racjonalizator Produkcji”. Te wszystkie trzy odznaki zastąpiła, ustanowiona tym samym rozporządzeniem, nowa Odznaka honorowa „Za Zasługi dla Wynalazczości”.